# 무명초
"무명초"는 1966년 공개된 대한민국의 영화이다.

## 배역
- 문희
- 신영균
- 최지희